# Djavan da Silva Ferreira
Djavan da Silva Ferreira (Serrinha, 31 dicembre 1987) è un calciatore brasiliano, difensore svincolato.

## Caratteristiche tecniche
È un terzino sinistro.

## Carriera
Ha giocato nella massima serie portoghese con l'Académica e con il Benfica.

## Palmarès

### Club

#### Competizioni nazionali
- Coppa del Portogallo: 1

Braga: 2015-2016